# آذربایجان در مسابقه آواز یوروویژن
آذربایجان تا کنون در ۱۲ مسابقه آواز یوروویژن شرکت کرده‌است. اولین فعالیت آذربایجان در سال ۲۰۰۸ بود و همچنین در سال ۲۰۱۱ برنده یوروویژن گردید که باعث شد سال بعدش آذربایجان میزبان مسابقات باشد.

## خلاصه
راهنما
| سال                       | هنرمند                       | زبان         | عنوان                      | فینال             | امتیاز            | نیمه‌نهایی    | امتیاز       |
| ------------------------- | ---------------------------- | ------------ | -------------------------- | ----------------- | ----------------- | ------------ | ------------ |
| مسابقه آواز یوروویژن ۲۰۰۸ | النور حسین‌اف و سامر جوادزاده | زبان انگلیسی | "Day After Day"            | 8                 | 132               | 6            | 96           |
| مسابقه آواز یوروویژن ۲۰۰۹ | آیسل تیمورزاده و آرش         | انگلیسی      | "همیشه"                    | 3                 | 207               | 2            | 180          |
| مسابقه آواز یوروویژن ۲۰۱۰ | صفورا علیزاده                | انگلیسی      | "Drip Drop"                | 5                 | 145               | 2            | 113          |
| مسابقه آواز یوروویژن ۲۰۱۱ | الدار و نگار                 | انگلیسی      | "دوان ترسیده"              | 1                 | 221               | 2            | 122          |
| مسابقه آواز یوروویژن ۲۰۱۲ | سبینه بابایوا                | انگلیسی      | "When the Music Dies"      | 4                 | 150               | Host country | Host country |
| مسابقه آواز یوروویژن ۲۰۱۳ | فرید محمداف                  | انگلیسی      | "Hold Me"                  | 2                 | 234               | 1            | 139          |
| مسابقه آواز یوروویژن ۲۰۱۴ | دلارا کاظموا                 | انگلیسی      | "Start a Fire"             | 22                | 33                | 9            | 57           |
| مسابقه آواز یوروویژن ۲۰۱۵ | النور حسین‌اف                 | انگلیسی      | "Hour of the Wolf"         | 12                | 49                | 10           | 53           |
| مسابقه آواز یوروویژن ۲۰۱۶ | سمرا رحملی                   | انگلیسی      | "معجزه (ترانه سمرا رحملی)" | 17                | 117               | 6            | 185          |
| مسابقه آواز یوروویژن ۲۰۱۷ | دیانا حاجیوا                 | انگلیسی      | "Skeletons"                | 14                | 120               | 8            | 150          |
| مسابقه آواز یوروویژن ۲۰۱۸ | آیسل محمدوا                  | انگلیسی      | "X My Heart"               | Failed to qualify | Failed to qualify | 11           | 94           |
| مسابقه آواز یوروویژن ۲۰۱۹ | چنگیز مصطفایف                | انگلیسی      | "حقیقت"                    | 8                 | 302               | 5            | 224          |

## یادداشت
1. ↑  اگر کشوری در سال قبل برنده باشد نیازی به شرکت در نیمه نهایی ندارد و مستقیم به فینال می‌رود.